# Гликария
Гликария — знатная боспорянка, возможно, супруга царствовавшего в I веке до н. э. Асандра.
О Гликарии известно из обнаруженной в 1909 году на сохранившейся части мраморного фонтана у античного Нимфея эпиграммы, которая датируется второй половиной I века до н. э.: «Гликария, супруга Асандра! У твоей пирамиды я с жадностью выпил воды, идущей от близкого источника с помощью Бромея и, утолив жажду, я сказал: и при жизни, и после смерти ты будешь спасать испытывающего жажду». По мнению одних учёных памятник был сооружён в честь уже покойной, а по оценке других — ещё при её жизни. М. М. Чореф, анализируя содержание надписи, посчитал, что супруги были ионийцами, причём Гликария происходила из более знатной и богатой семьи, чем Асандр. Возможно, он вступил в этот брак в целях повышени престижа и финансового положения.
По убеждению ряда исследователей, речь здесь может идти о первой жене боспорского царя Асандра.
Возможно, по мнению Скржинской М. В., сыном Гликарии и Асандра был Аспург, который в силу происхождения не сразу смог занять престол после смерти отца. М. И. Тюрин не исключил, что сыном Асандра от Гликарии мог быть неизвестный по имени боспорский царевич, взявший в жёны Гикию.